# Lobélie érine
Lobelia erinus
Espèce
Classification phylogénétique
La Lobélie érine (Lobelia erinus) est une plante vivace buissonnante ou retombante, de la famille des Campanulaceae, sous-famille des Lobelioideae, cultivée comme annuelle. Elle est originaire d'Afrique de l'Est et du Sud. 
Ne pas confondre avec le genre Erinus (en français les érines) de la famille des Plantaginaceae selon la classification classification phylogénétique APG III (2009).

## Description
De l'été à l'automne, elle produit des grappes légères, de 2 à 5 cm de long composées de fleurs de 0,5 à 1 cm de diamètre, tubulaires, à deux lèvres, bleues, violettes, blanches, roses ou rouges, avec un œil blanc ou jaune, avec des lèvres inférieures en éventail. Floraison : mai à octobre, hauteur : 10/25 cm. Rusticité : résiste au gel. 